# Lars Vågberg
Lars Vågberg (ur. 30 czerwca 1967 w Sollefteå) – norweski curler szwedzkiego pochodzenia, mistrz olimpijski z Salt Lake City 2002.
Vågberg zaczął grać w curling w lokalnym Sollefteå Curlingklubb w 1980. Grał jako drugi w zespole Mikaela Hasselborga, który zdobył tytuły Mistrzów Szwecji w latach 1990 i 1994. Sukcesy te umożliwiły im grę na mistrzostwach Europy. Na czempionacie w 1990 Szwedzi zdobyli złote medale pokonując w finale 9:7 Szkotów (Robin Gray). Cztery lata później zespół uległ w półfinale Szkocji (Hammy McMillan) 1:3, stanął jednak na podium wygrywając ostatni mecz 9:6 przeciwko Norwegii (Eigil Ramsfjell).
W 1995 Lars Vågberg przeniósł się do Norwegii, dostał również norweskie obywatelstwo. Dołączył do Påla Trulsena ze Stabekk Curling Klub, przez całą swoją karierę grał na trzeciej pozycji.
Nowy kraj reprezentował już na Mistrzostwach Świata 1997, kiedy Norwegowie uplasowali się na 7. miejscu. Pierwszy sukces zespołu ze Stabekk miał miejsce na zawodach Mistrzostw Świata 2001, kiedy to zdobył brązowy medal wygrywając mały finał z Kanadyjczykami (Randy Ferbey). Pod koniec roku zespół Trulsena uplasował się tuż za podium ME. Zespół ten był reprezentacją Norwegii na Zimowe Igrzyska Olimpijskie 2002. Norwegowie w fazie grupowej wygrali siedem z dziewięciu meczów, awansowali do rundy play-off z drugiego miejsca. W półfinale wynikiem 7:6 okazali się być lepsi od Szwajcarów (Andreas Schwaller). Mecz o złoty medal przeciwko Kanadzie (Kevina Martina) był bardzo wyrównany, w 9. endzie Europejczycy wyrównali do stanu po 5. W ostatnim przeciwnicy mieli przywilej ostatniego kamienia, kończący kamień Martin wypuścił z taką siłą, że przekroczył tee-line. W tym momencie Vågberg mógł go wyszczotkować, w ten sposób zatrzymał się dalej niż najlepszy norweski kamień. 10. end Norwegowie przejęli za jeden punkt, zdobyli tytuły mistrzów olimpijskich wynikiem 6:5.
Tuż po turnieju w Salt Lake City odbyły się Mistrzostwa Świata 2002, w finale Kanada zrewanżowała się Norwegii za olimpijski triumf. Randy Ferbey wygrał wynikiem 10:5. Rok później drużyna zdobyła brązowe medale, w meczu o 3. miejsce pokonała Finów (Markku Uusipaavalniemi) 9:7. Z medalem z tego samego kruszcu ekipa ze Stabekk wróciła z Mistrzostw Europy 2004, kiedy pokonała w ostatnim spotkaniu Szkotów (David Murdoch).
Kolejny sezon olimpijski drużyna Vågberga zaczęła od dobrych występów w zawodach cyklu World Curling Tour. W grudniowych Mistrzostwach Europy 2005 Norwegowie dotarli do finału i zdobyli złote medale pokonując 9:4 Szwedów (Peja Lindholm). Po takich wynikach zespół był wysoko notowany przed Zimowymi Igrzyskami Olimpijskimi 2006, na których bronił tytułu mistrzowskiego. W Turynie reprezentanci Norwegii uplasowali się na 5. miejscu, w Round Robin wygrali 5 meczów, przegrali natomiast 4 (wszystkie z drużynami, które zakwalifikowały się do fazy finałowej).
Po turnieju olimpijskim w Turynie Vågberg wraz z kolegami z drużyny postanowił zakończyć karierę sportową. Przez kilka kolejnych sezonów panowie występowali w Radisson Blu Oslo Cup.

## Drużyna
|           | Czwarty           | Trzeci       | Drugi                | Otwierający          |
| --------- | ----------------- | ------------ | -------------------- | -------------------- |
| 1999/2007 | Pål Trulsen       | Lars Vågberg | Flemming Davanger    | Bent Ånund Ramsfjell |
| 1996/1997 | Pål Trulsen       | Lars Vågberg | Bent Ånund Ramsfjell | Knut Ivar Moe        |
| 1990/1995 | Mikael Hasselborg | Hans Nordin  | Lars Vågberg         | Stefan Hasselborg    |

## Życie prywatne
Z zawodu jest nauczycielem wychowania fizycznego, ukończył Gymnastik- och idrottshögskolan (Wyższa Szkoła Sportu i Nauk o Zdrowiu) w Sztokholmie. Jego żoną jest Trine Trulsen Vågberg, siostra Påla Trulsena. Ma dwójkę dzieci urodzonych w 1995 i 1998.